# Port Marsamxett
Port Marsamxett (wym. marsamszet, ang. Marsamxett Harbour), w historii nazywany też Marsamuscetto, to zatoka na Morzu Śródziemnym i naturalny port na wyspie Malta w Republice Malty. Znajduje się on na północ od większego Grand Harbour. Jest bardziej przystosowany do użytkowania rekreacyjnego, niż Grand Harbour.

## Opis portu
Wejście do portu skierowane jest ku północy, gdzie ograniczają go Dragut Point oraz Tigné Point. Na północno-zachodnim brzegu portu położone są miasta Sliema, Gżira i Ta' Xbiex. Port rozciąga się dalej w głąb lądu do miast Pietà i Msida. Naprzeciw Gżiry leży Manoel Island, współcześnie połączona mostem z głównym lądem. Południowo-wschodni brzeg portu tworzy półwysep Sciberras, który jest w ogromnej części zajmowany przez miasto Floriana i stolicę Malty - Vallettę. Na jego końcu leży XVI-wieczny Fort Saint Elmo. Półwysep Sciberras oddziela port Marsamxett od znacznie większego naturalnego portu - Grand Harbour.
Podobnie jak Grand Harbour, Marsamxett położony jest w centrum łagodnie wznoszącego się lądu. Zabudowania wokół bliźniaczych portów ciągną się w górę stoku, tworząc jedną wielką konurbację. Większość ludności Malty mieszka w promieniu 3 km od Floriany. Jest to w tej chwili jeden z najgęściej zaludnionych terenów w Europie. Porty i otaczające je tereny tworzą Północny Dystrykt Portowy oraz Południowy Dystrykt Portowy. Oba dystrykty razem zawierają 27 z 68 samorządów lokalnych Malty. Liczba mieszkańców wynosi 213 722 (stan na 31.03.2013), co stanowi ponad 47% ogólnej liczby mieszkańców Malty.

## Historia

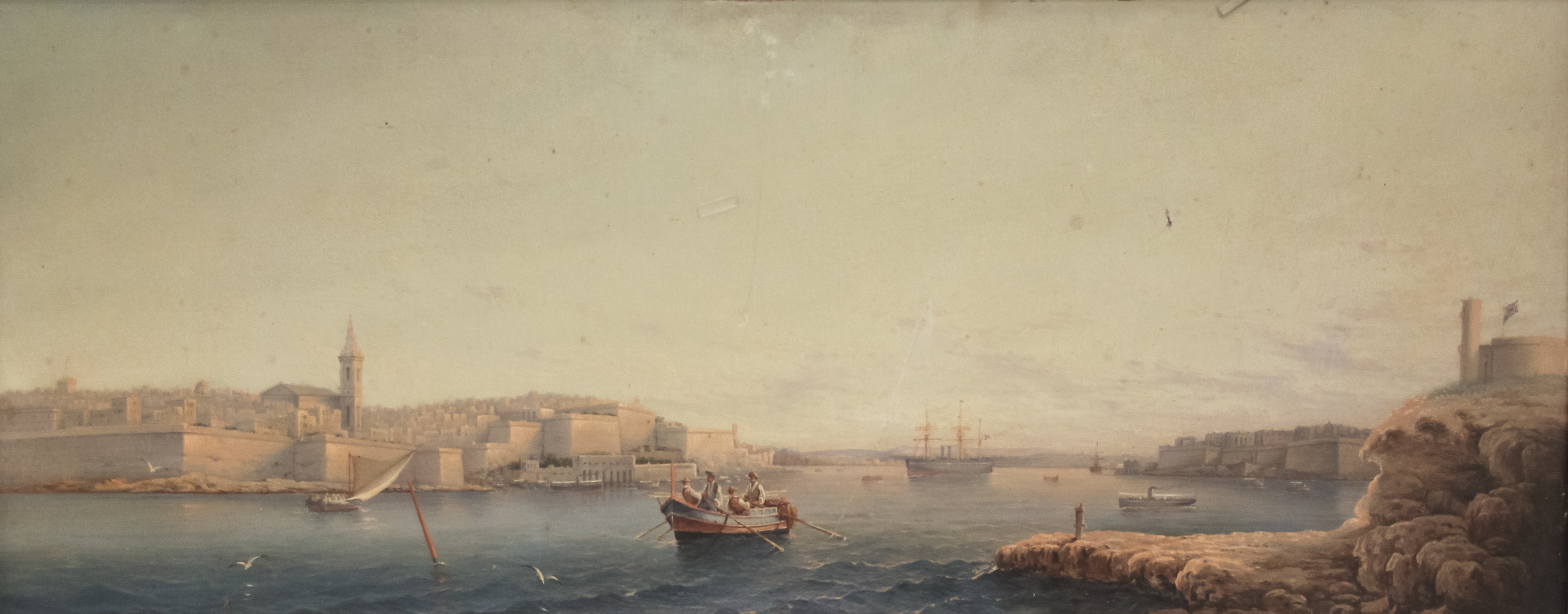
Port Marsamxett w XIX wieku. Malował Girolamo Gianni

W roku 1551 Turcy osmańscy wylądowali w Marsamxett i pomaszerowali na Grand Harbour. Nie odważyli się jednak zaatakować, ponieważ napotkali mocne systemy defensywne, zbudowane przez Rycerzy św. Jana. Po tym nastąpił nieudany atak na Mdinę, oraz zajęcie Gozo i zdobycie Trypolisu. Po tym ataku zbudowany został Fort Saint Elmo, w celu ochrony portu Marsamxett i Grand Harbour.
Dużo większa inwazja Turków osmańskich nastąpiła w roku 1565. Znana jest jako Wielkie Oblężenie Malty. Podczas oblężenia flota turecka bazowała w Marsamxett, a armaty zostały ustawione na Tigné Point, celem bombardowania Fortu Saint Elmo. Podczas ataku zginął turecki admirał Turgut, zabity przez zabłąkane pociski. Oblężenie zostało przetrzymane i Zakon oraz Maltańczycy wyszli z opresji zwycięsko. Na półwyspie Sciberras zbudowane zostało nowe miasto, nazwane Valletta na cześć Wielkiego Mistrza, który je ufundował. Później zbudowane zostało przedmieście Valletty - Floriana, które jest teraz samodzielnym miastem na swych własnych prawach.
W roku 1592, na Manoel Island, znanej wówczas jako l'Isola del Vescovo, zbudowany został drewniany szpital-kwarantanna. Został on rozebrany już rok później, lecz stały budynek Lazzaretto został postawiony na tym samym miejscu w roku 1643, i będąc kilkakrotnie ulepszany, służył do roku 1929.
W latach 1723–1733 na Wyspie Manoela zbudowany został Fort Manoel, a w roku 1793 na Tigné Point zbudowano Fort Tigné. Brytyjczycy zbudowali na Tigné Point koszary, lecz zostały one później zburzone.

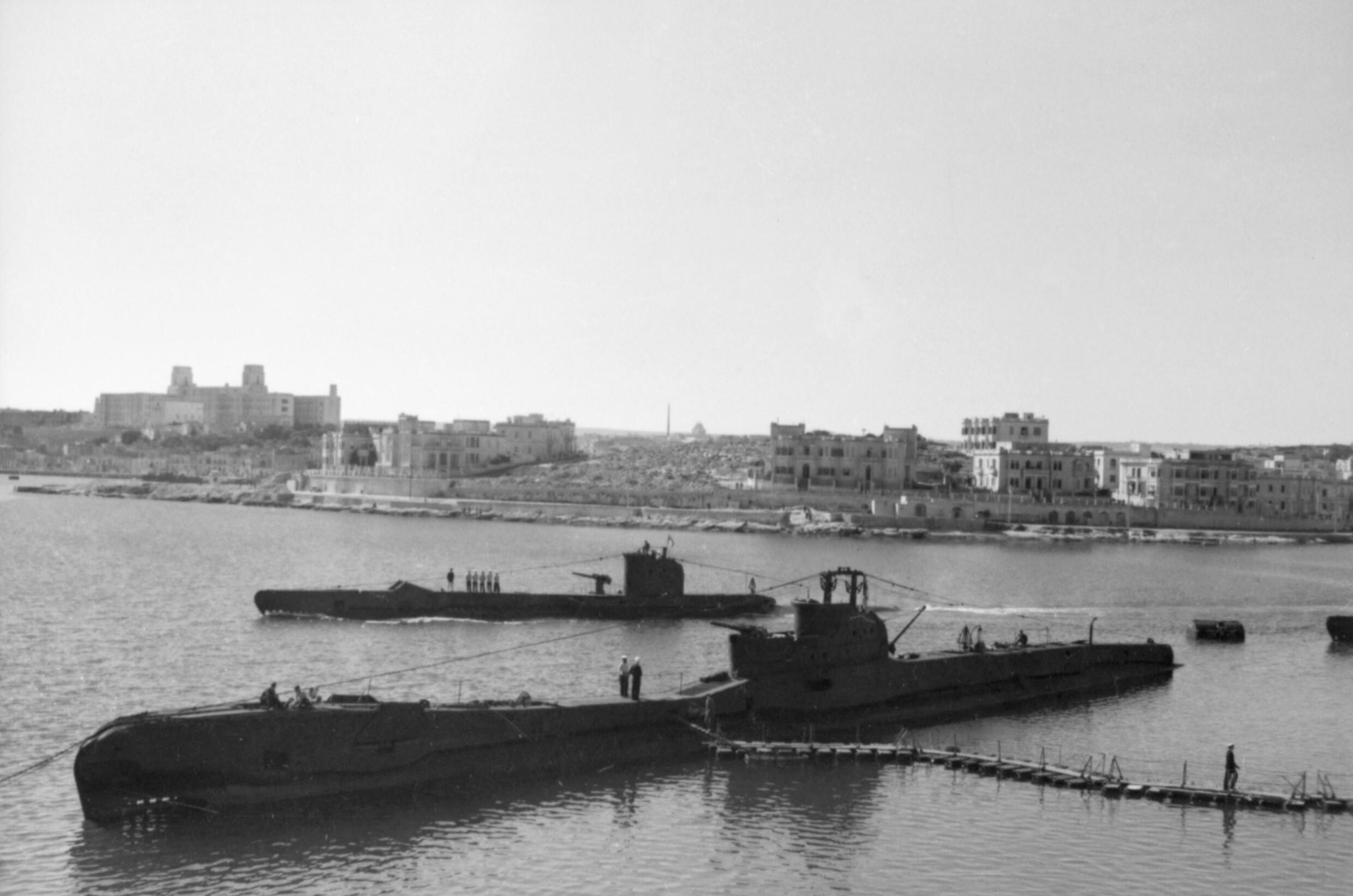
Łodzie podwodne Royal Navy na Manoel Island w czasie II wojny światowej

Podczas II wojny światowej Brytyjczycy używali Marsamxett, szczególnie Manoel Island, jako bazy łodzi podwodnych. Wyspa została mianowana kamienną fregatą, znaną jako HMS Talbot lub HMS Phœnicia. Fort Manoel został znów używany, i był bombardowany przez Luftwaffe, ulegając dużym zniszczeniom.
W roku 1977 Morski Szwadron Sił Zbrojnych Malty przeniósł swoją bazę do Hay Wharf w Marsamxett.
W miastach Sliema, Gżira i Ta' Xbiex na północnym krańcu portu, w ostatnich latach zbudowano wiele nowych budynków. Port Marsamxett, bardziej niż Grand Harbour, wykorzystywany jest teraz przez małe jednostki pływające. Znajduje się tutaj kilka przystani jachtowych, w tym Msida i Manoel Island, stocznia jachtowa. Ze Sliemy wypływają statki wycieczkowe.
10 września 2006 roku, podczas maltańskiej edycji Aero GP, w kolizji dwóch samolotów ponad portem zginął jeden z pilotów Gabor Varga.

## Galeria

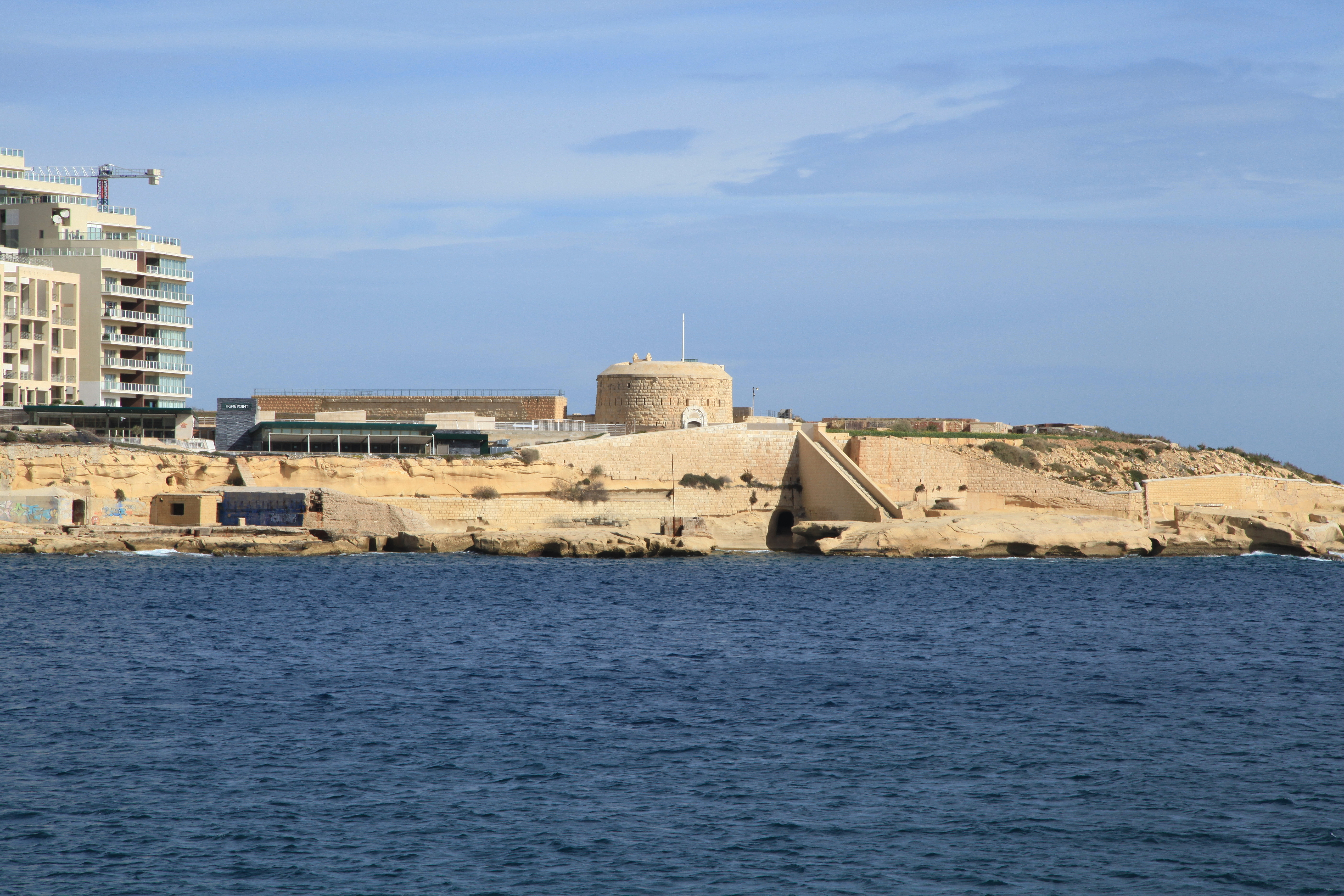
Fort Tigné Sliema
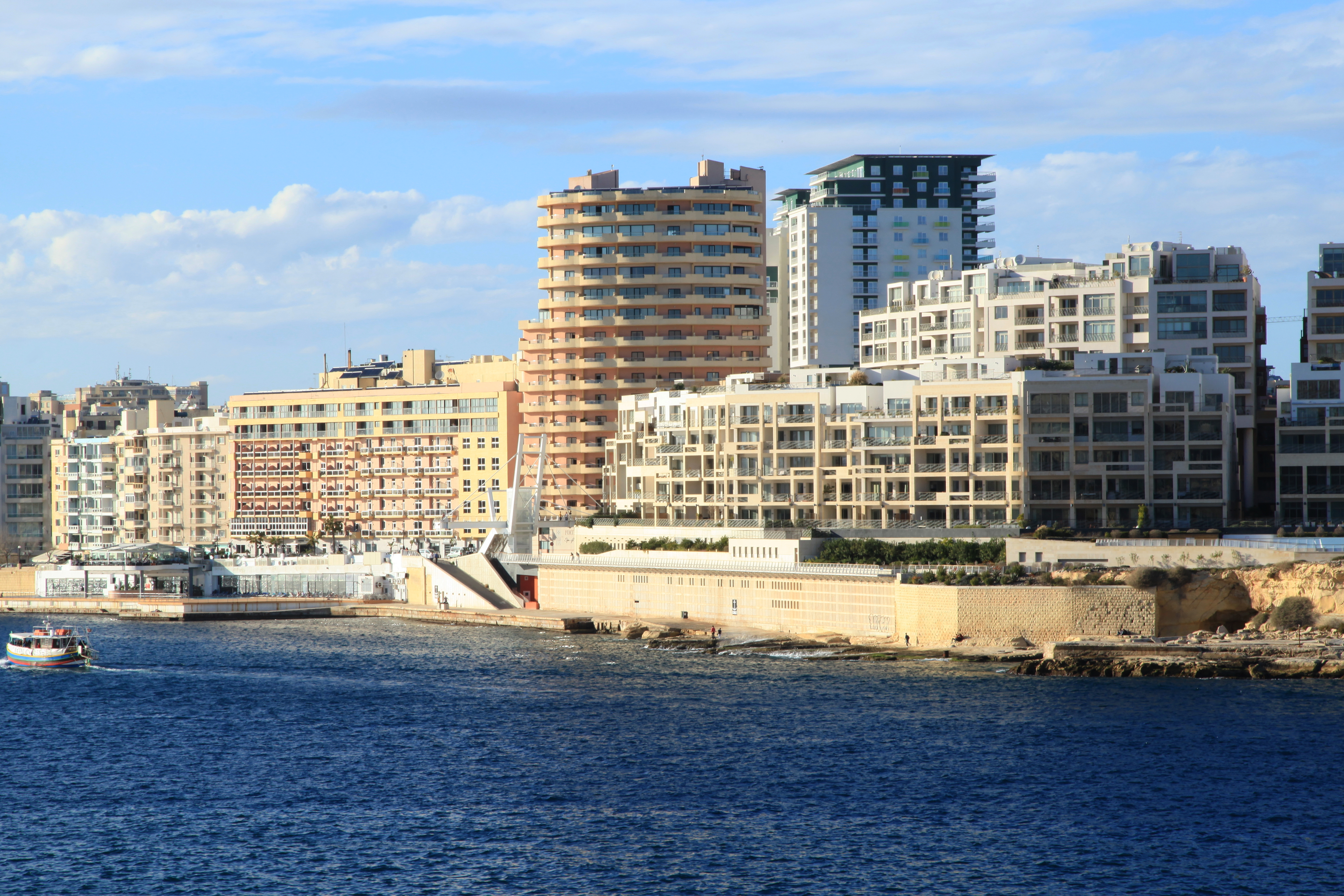
Tigné Point Sliema
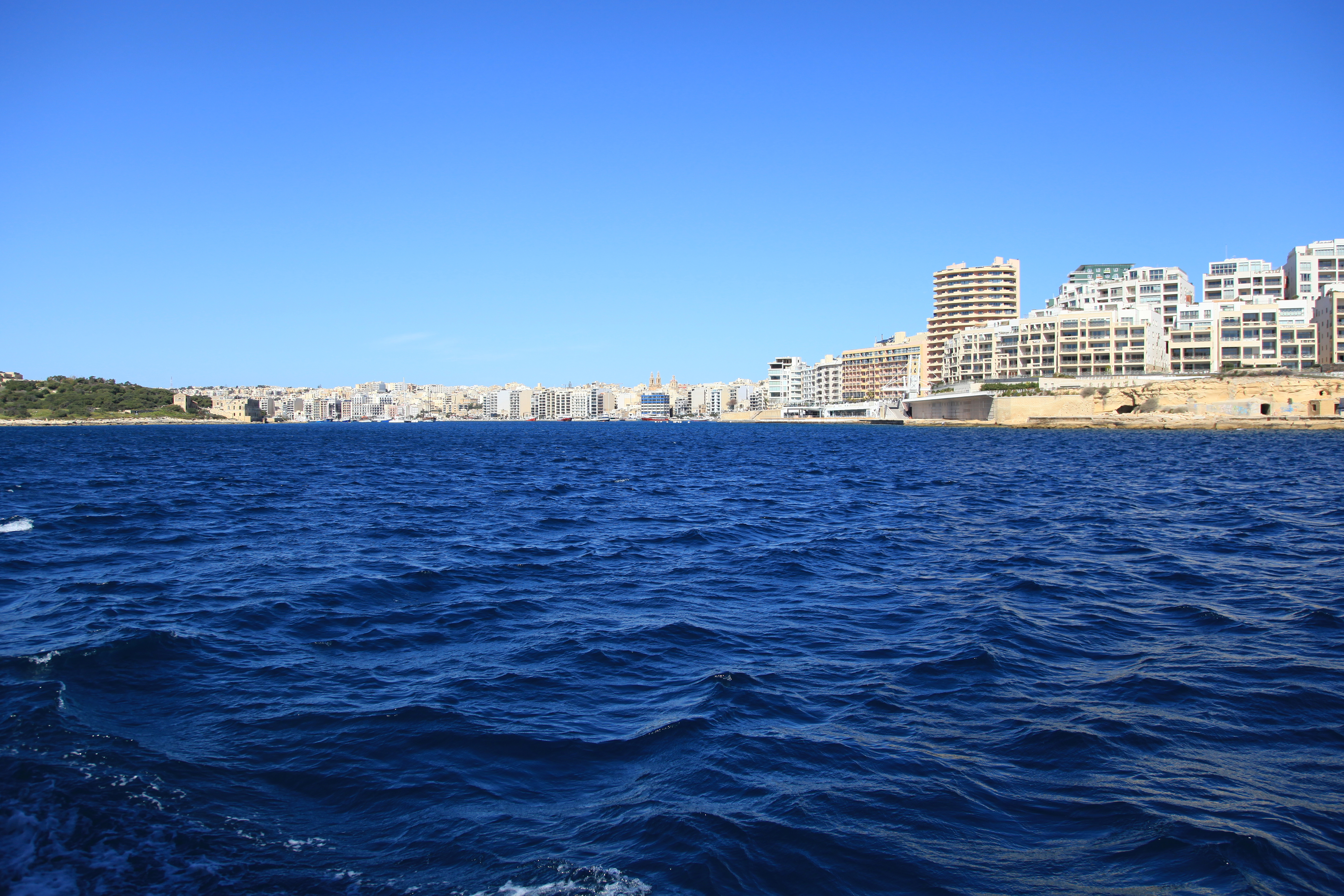
Sliema Creek Sliema
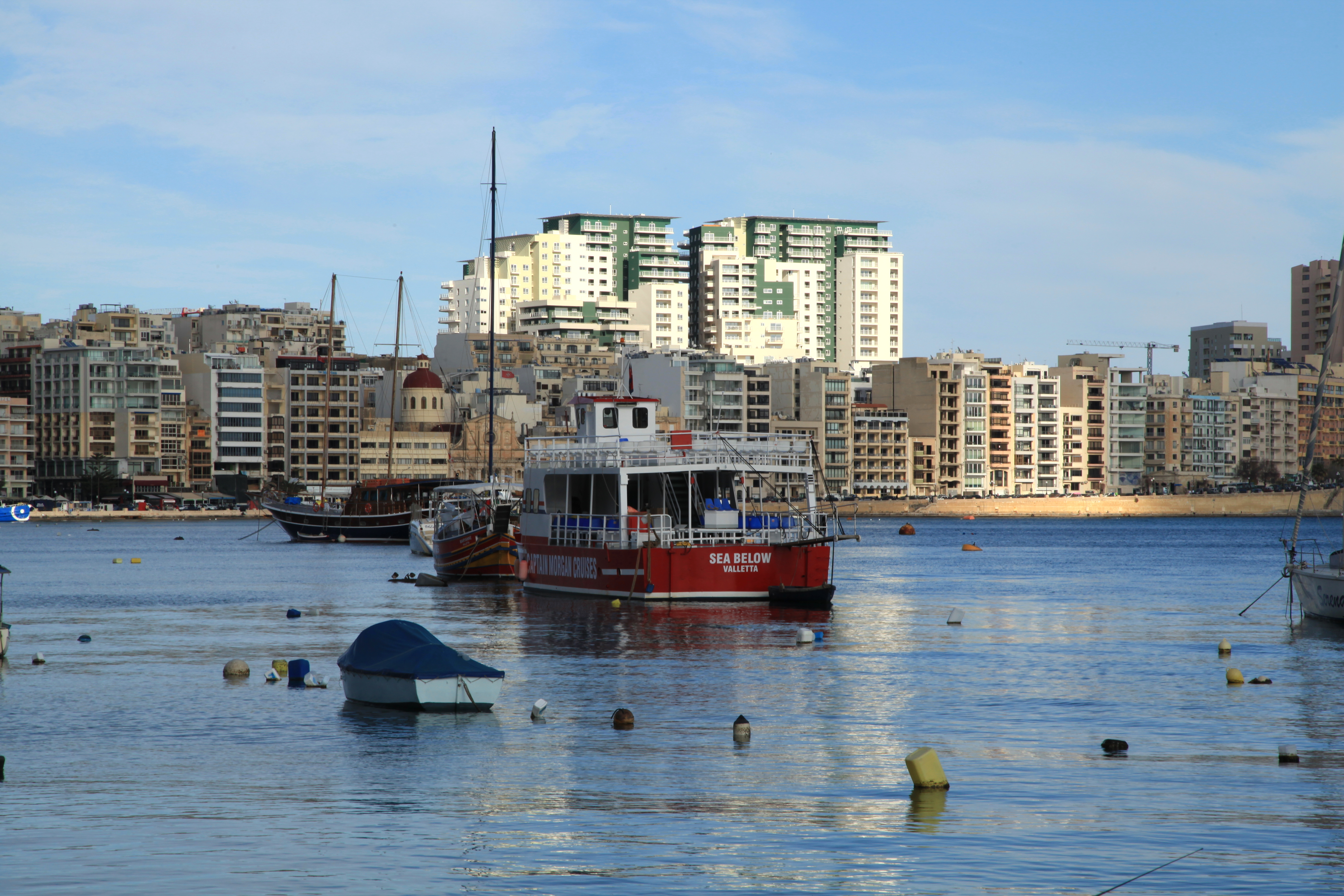
Sliema Harbour Sliema
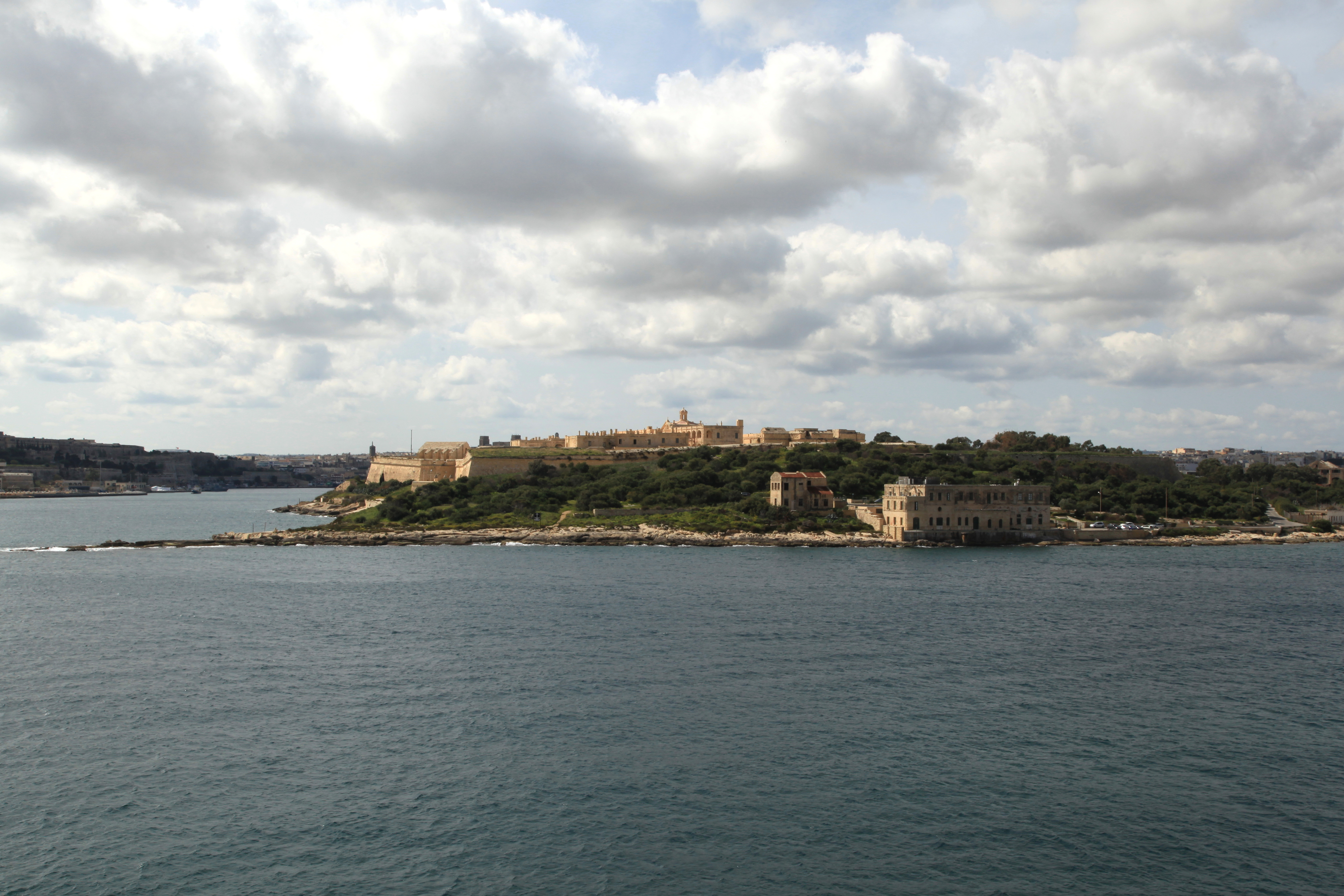
Manoel Island Gżira
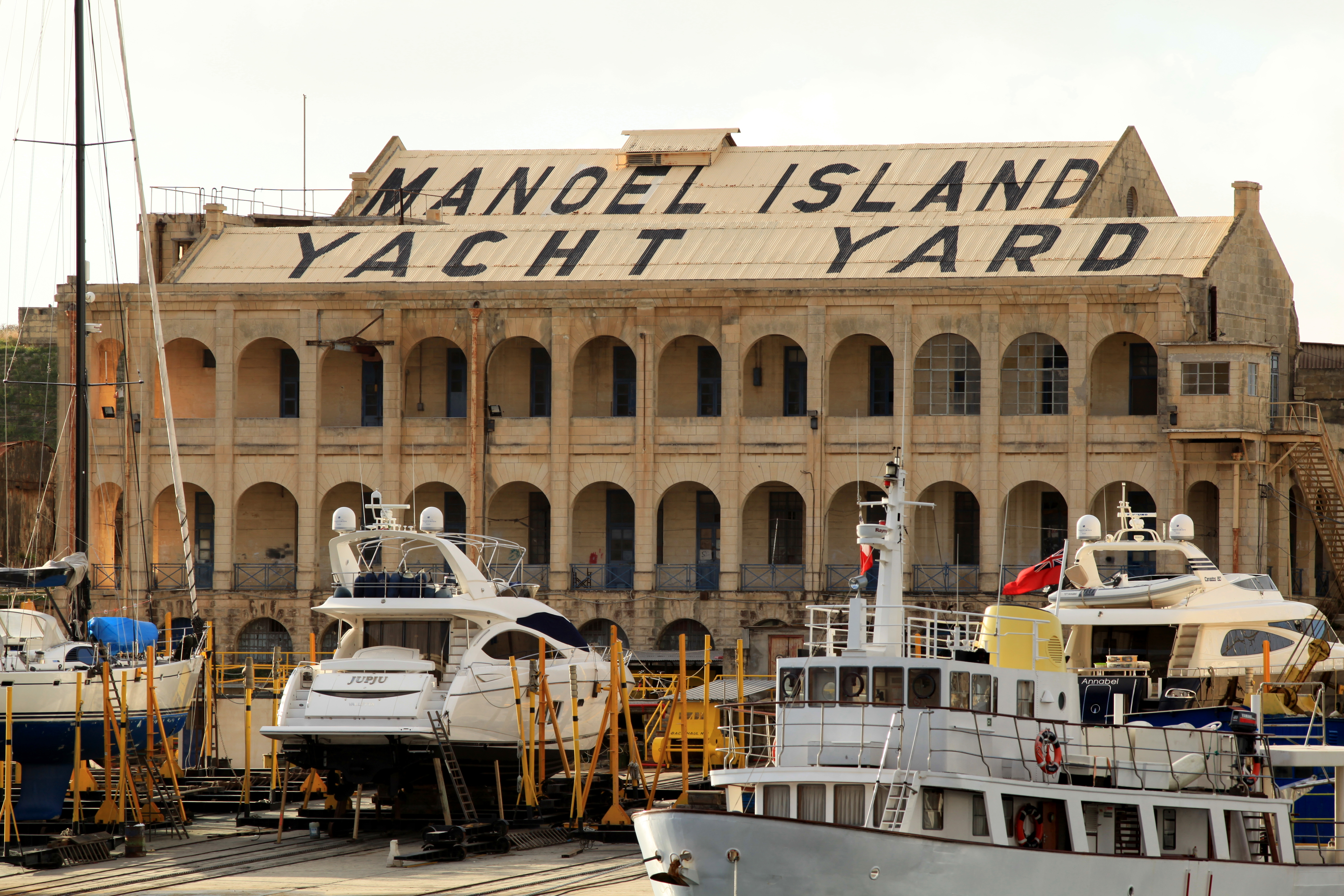
Manoel Island Yacht Yard Gżira
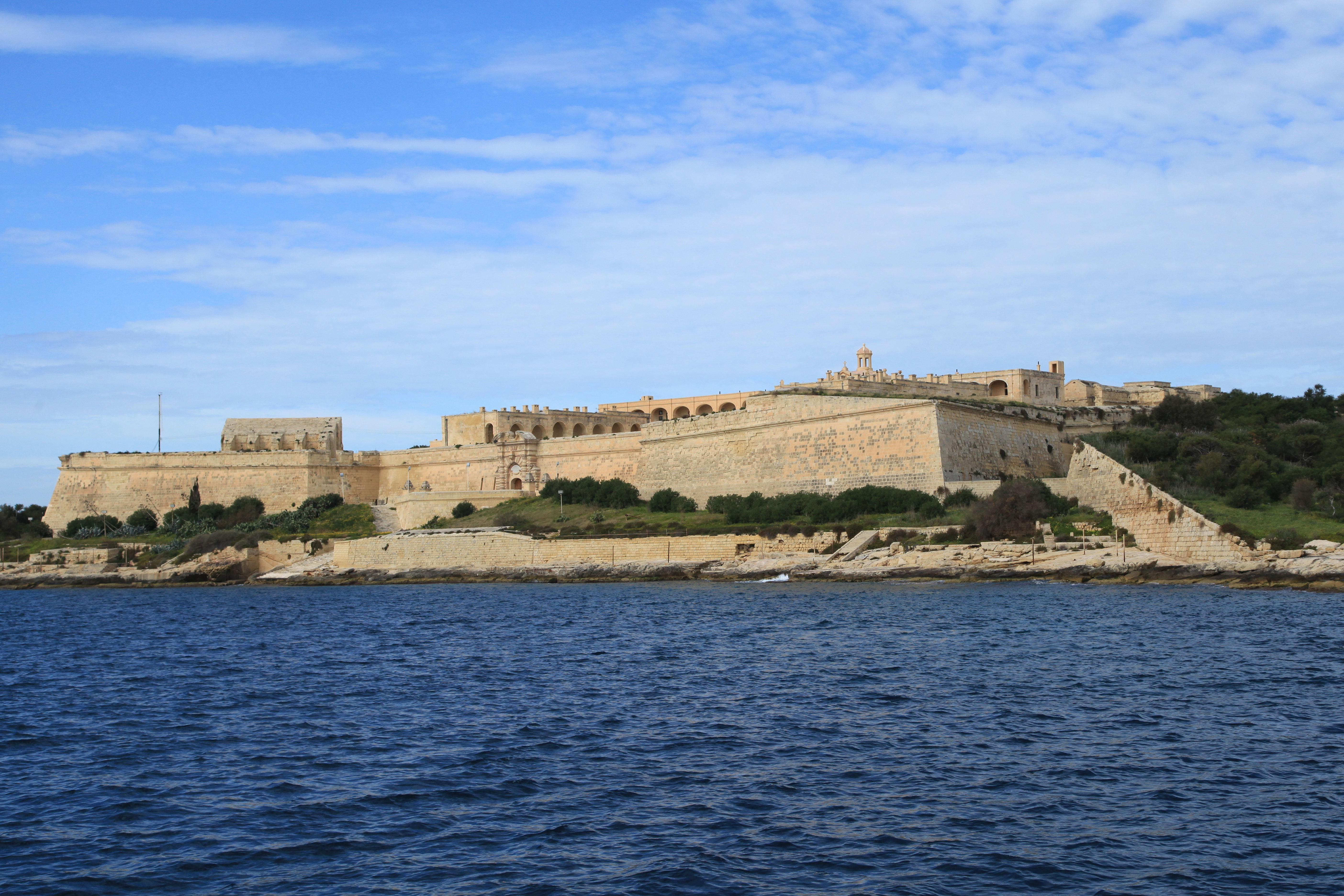
Fort Manoel Gżira
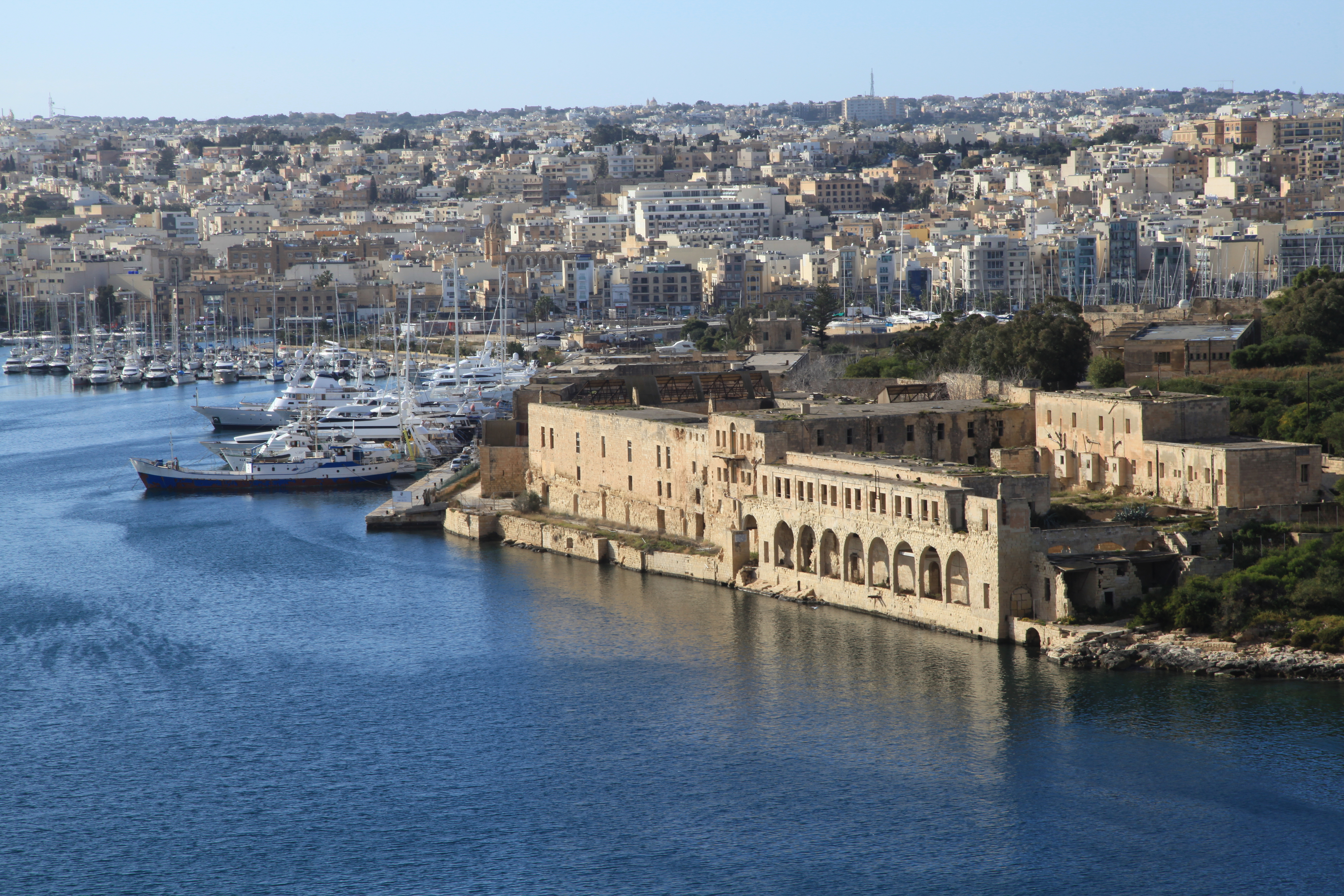
Lazzaretto Gżira
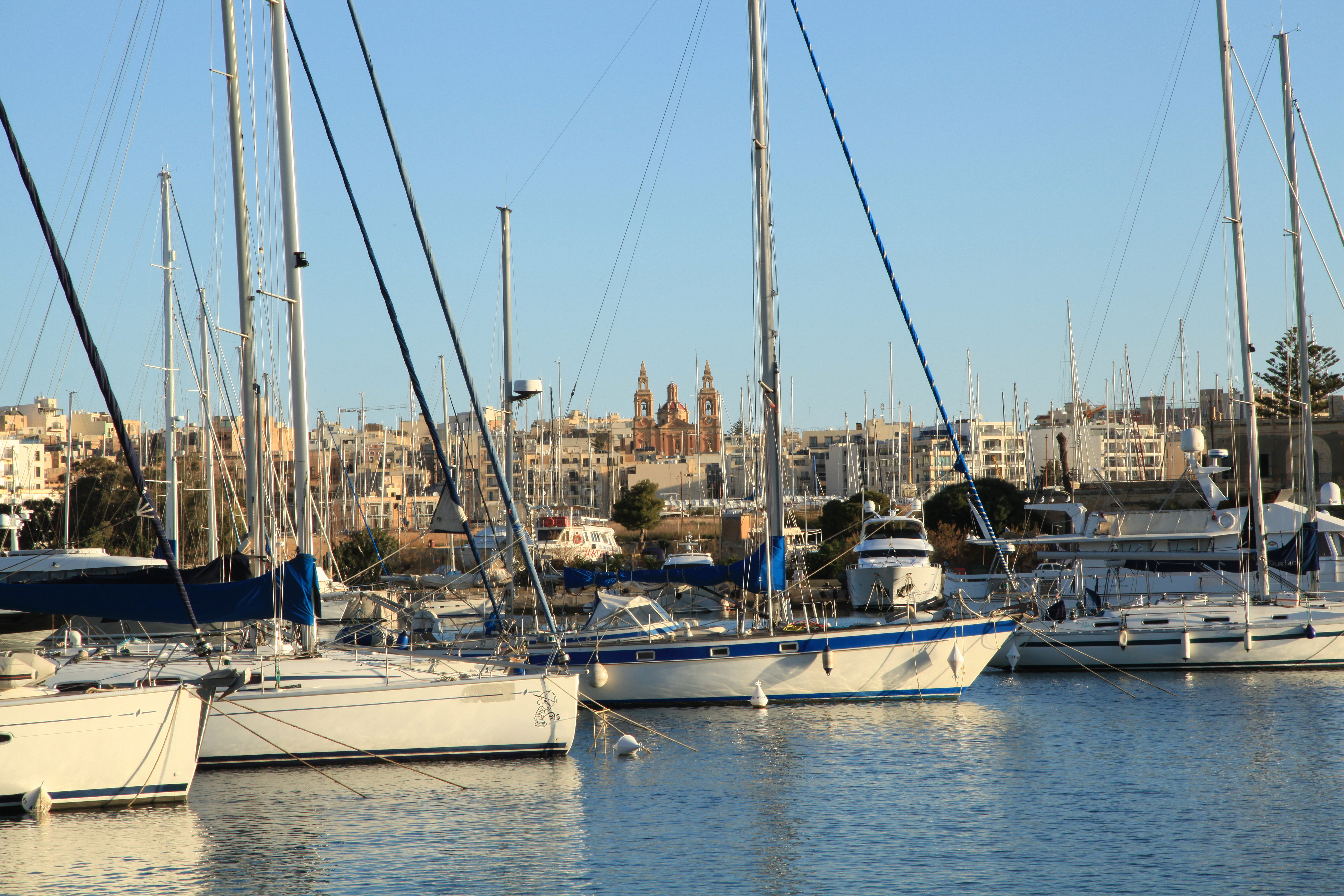
Manoel Island Yacht Marina Gżira
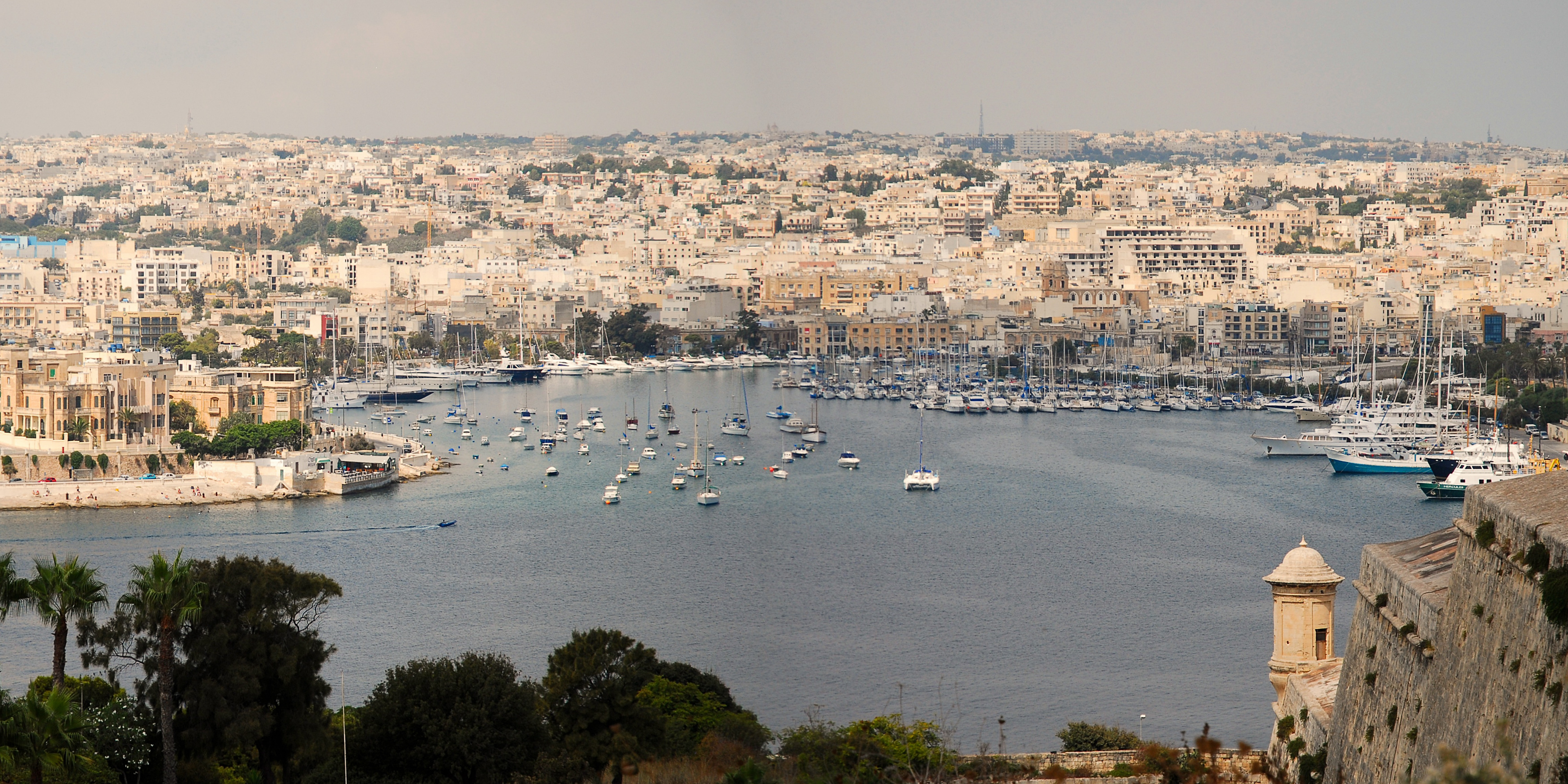
Lazzaretto Creek Gżira i Ta' Xbiex
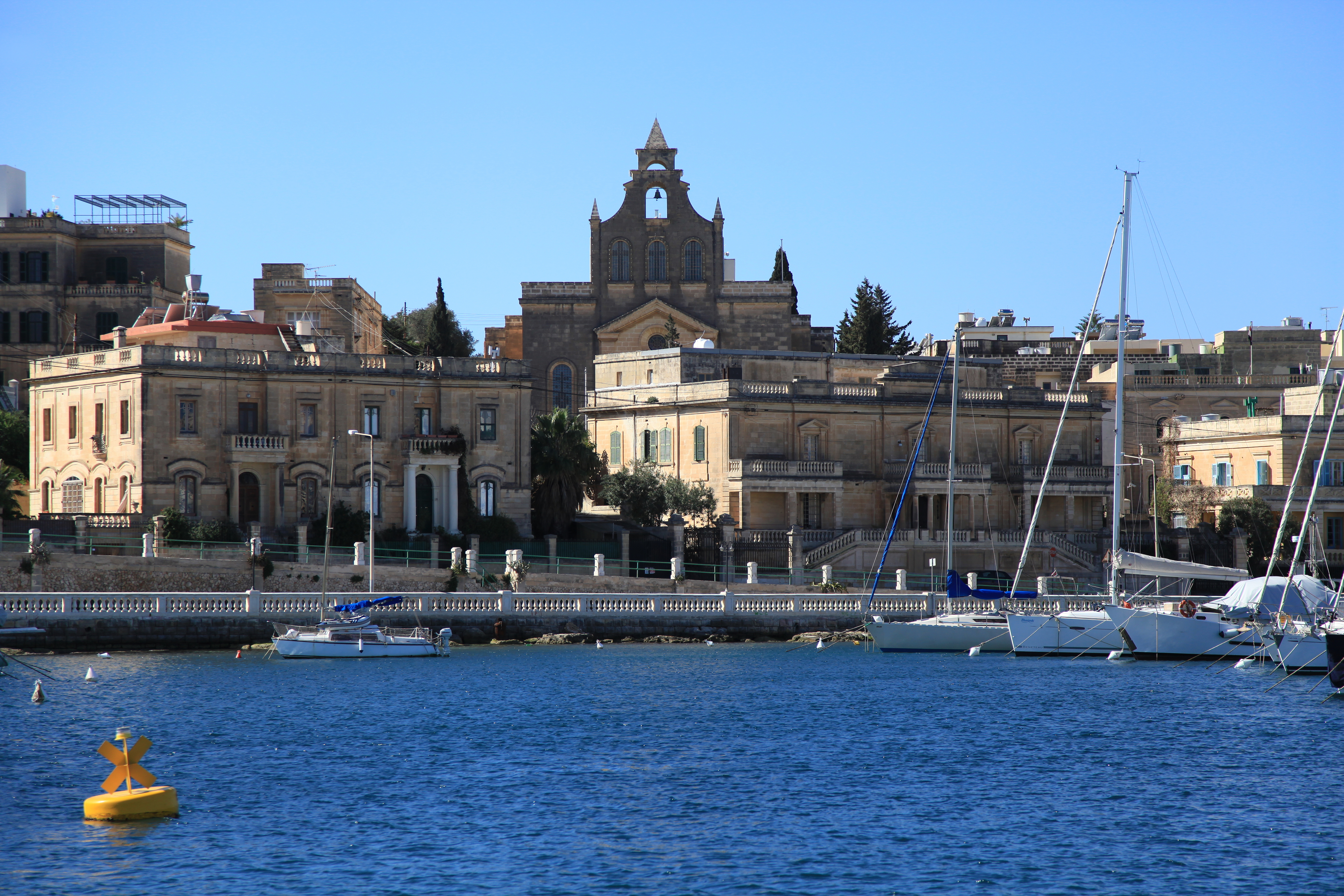
Ta' Xbiex
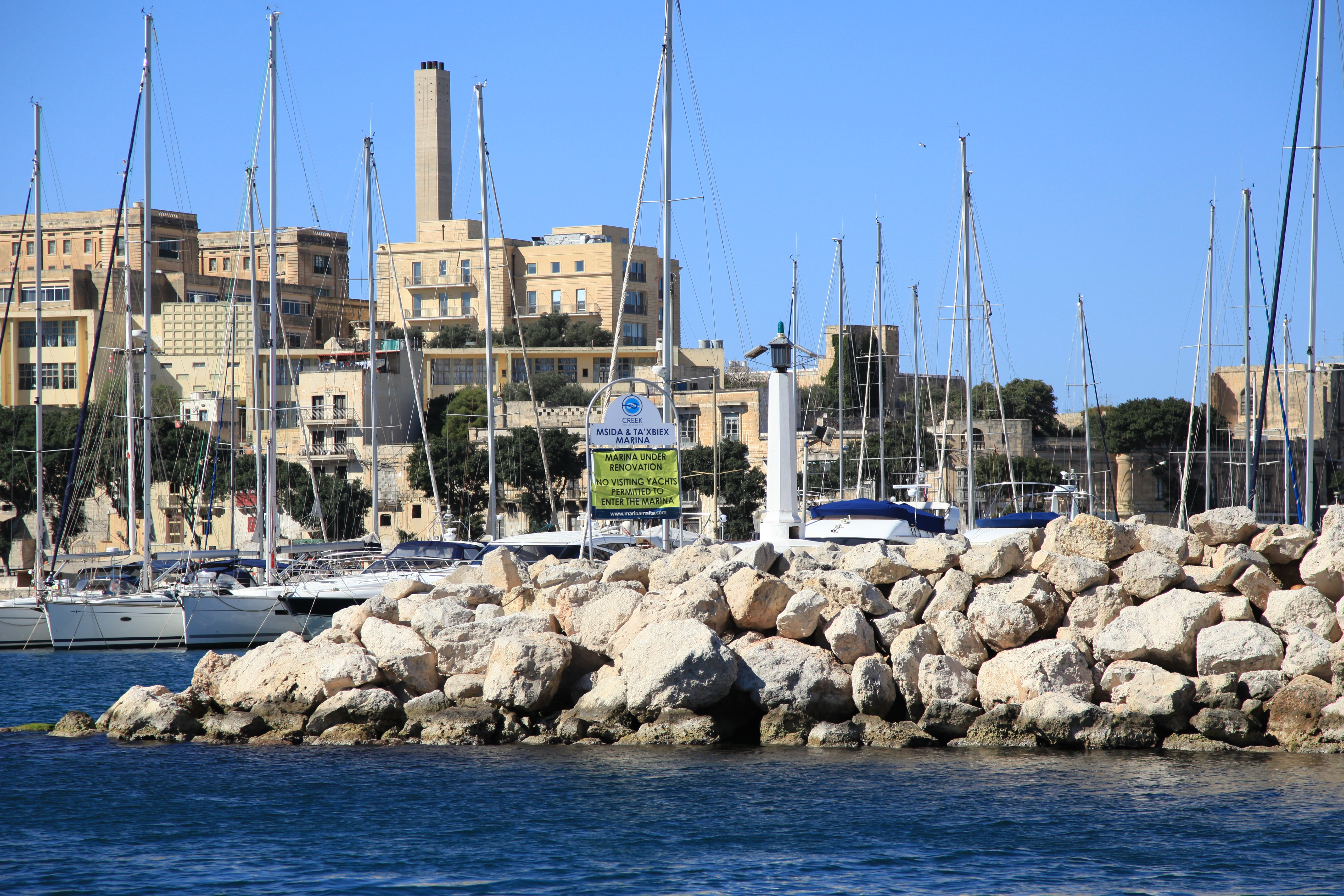
Falochron Ta' Xbiex Ta' Xbiex
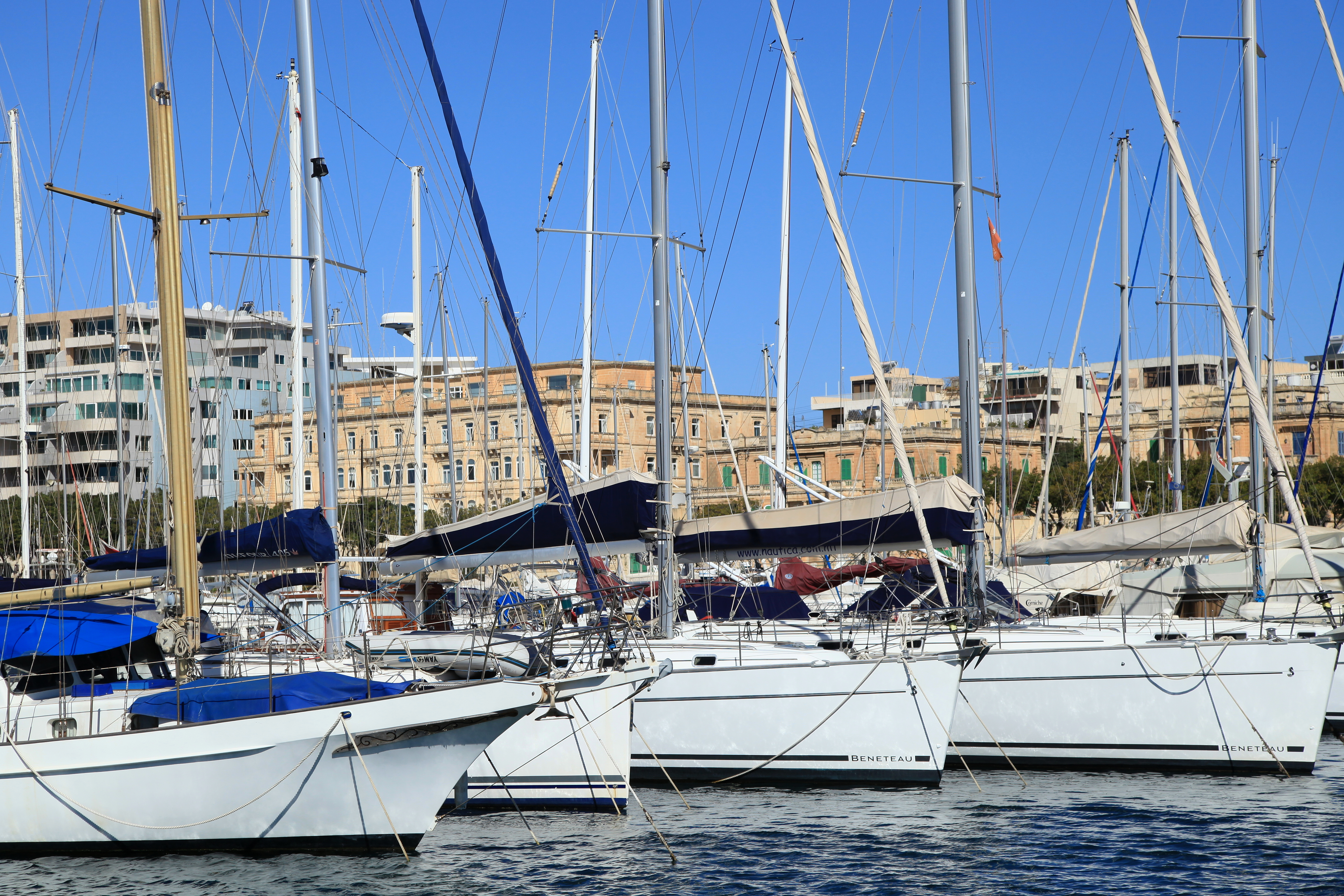
Marina w Msida Ta' Xbiex i Msida
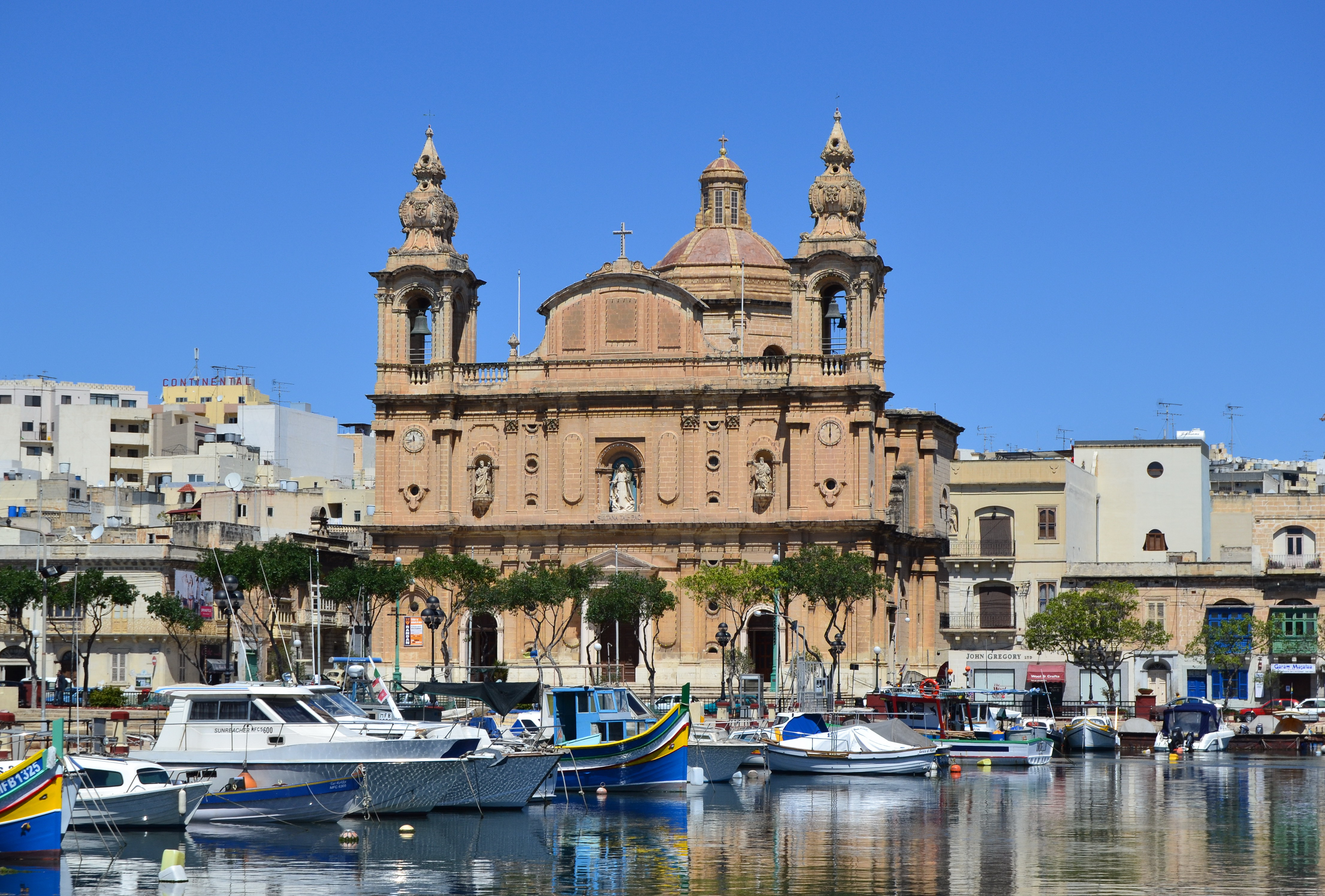
Msida
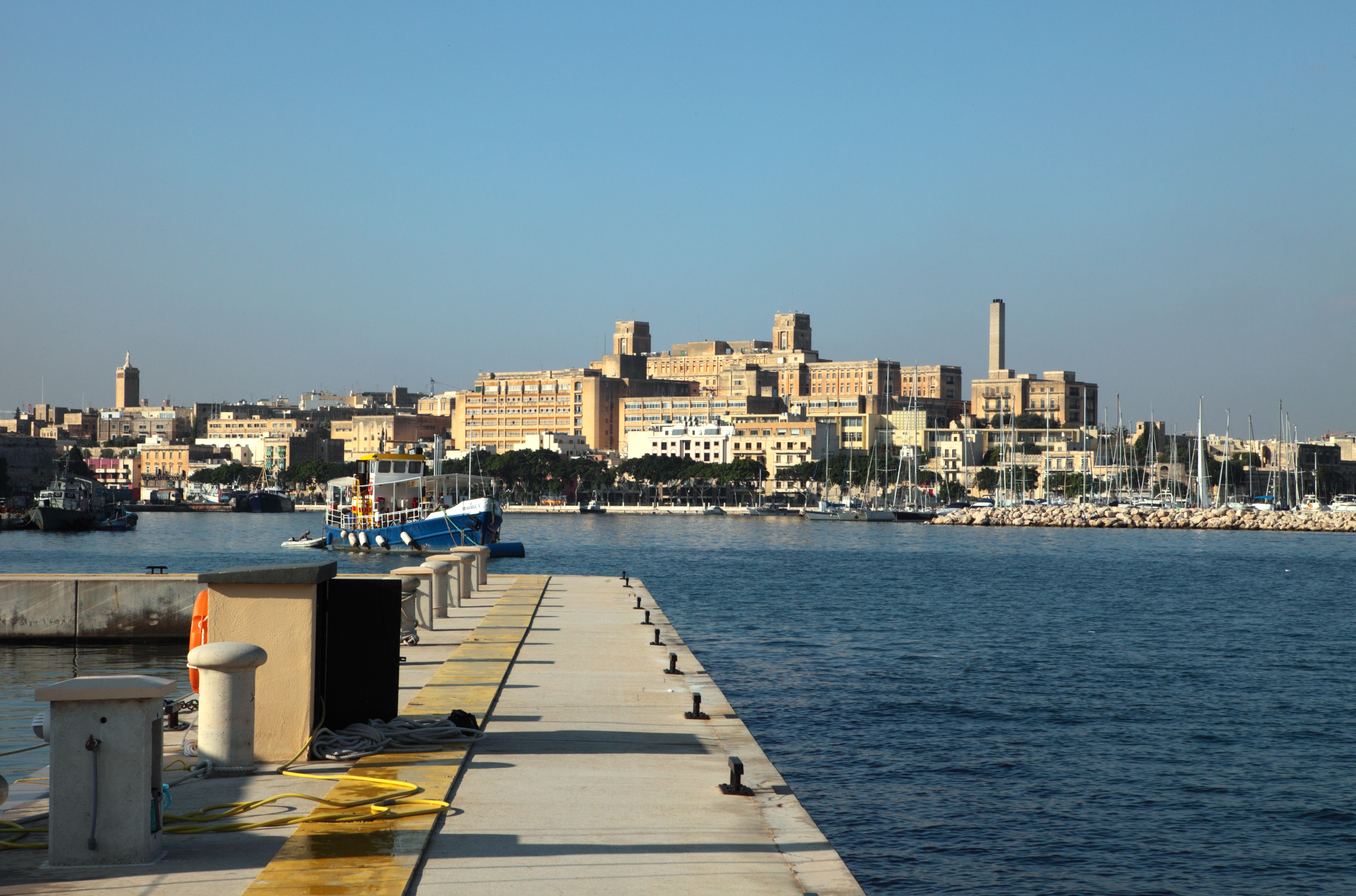
Saint Luke's Hospital Pietà
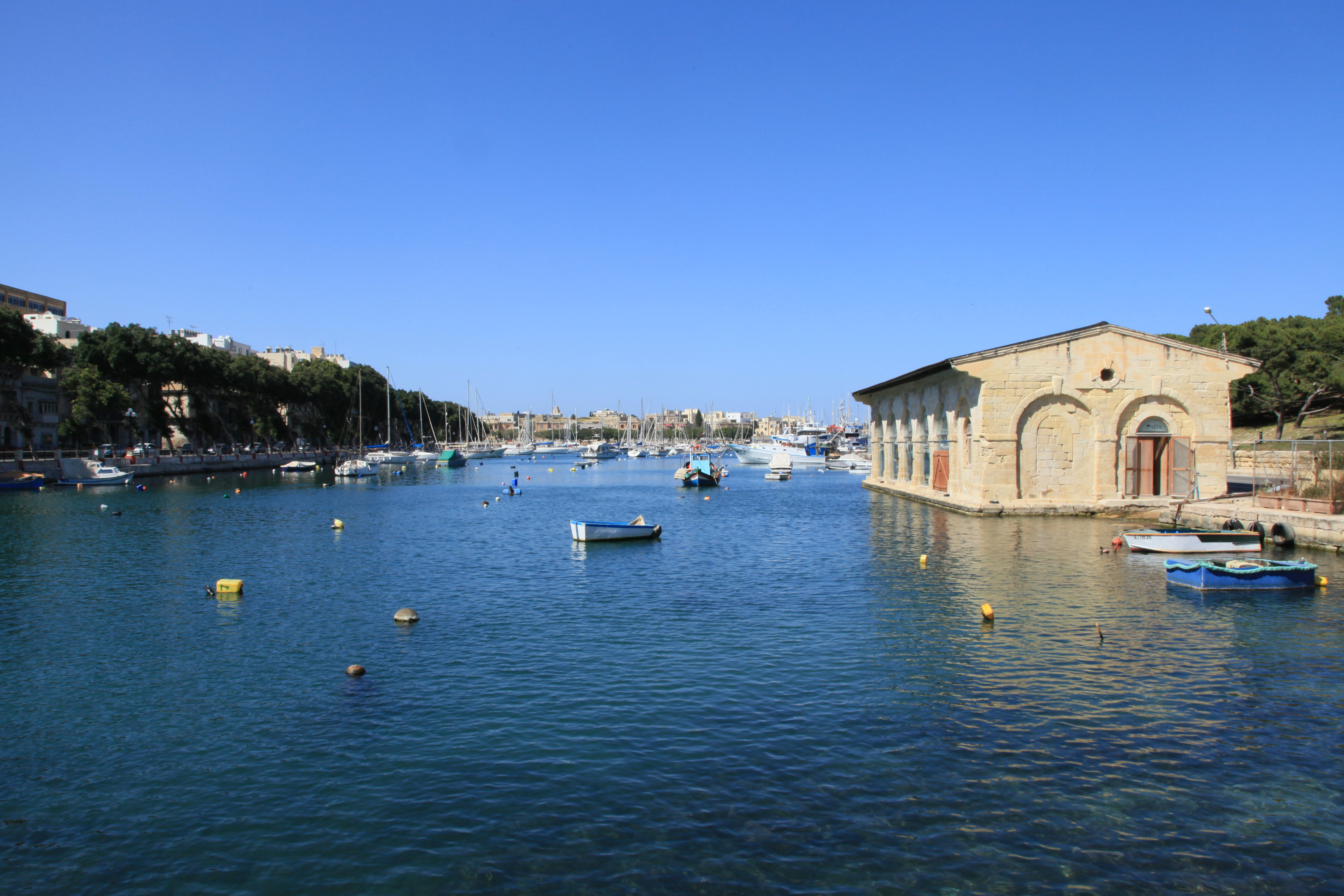
Pietà Creek Pietà
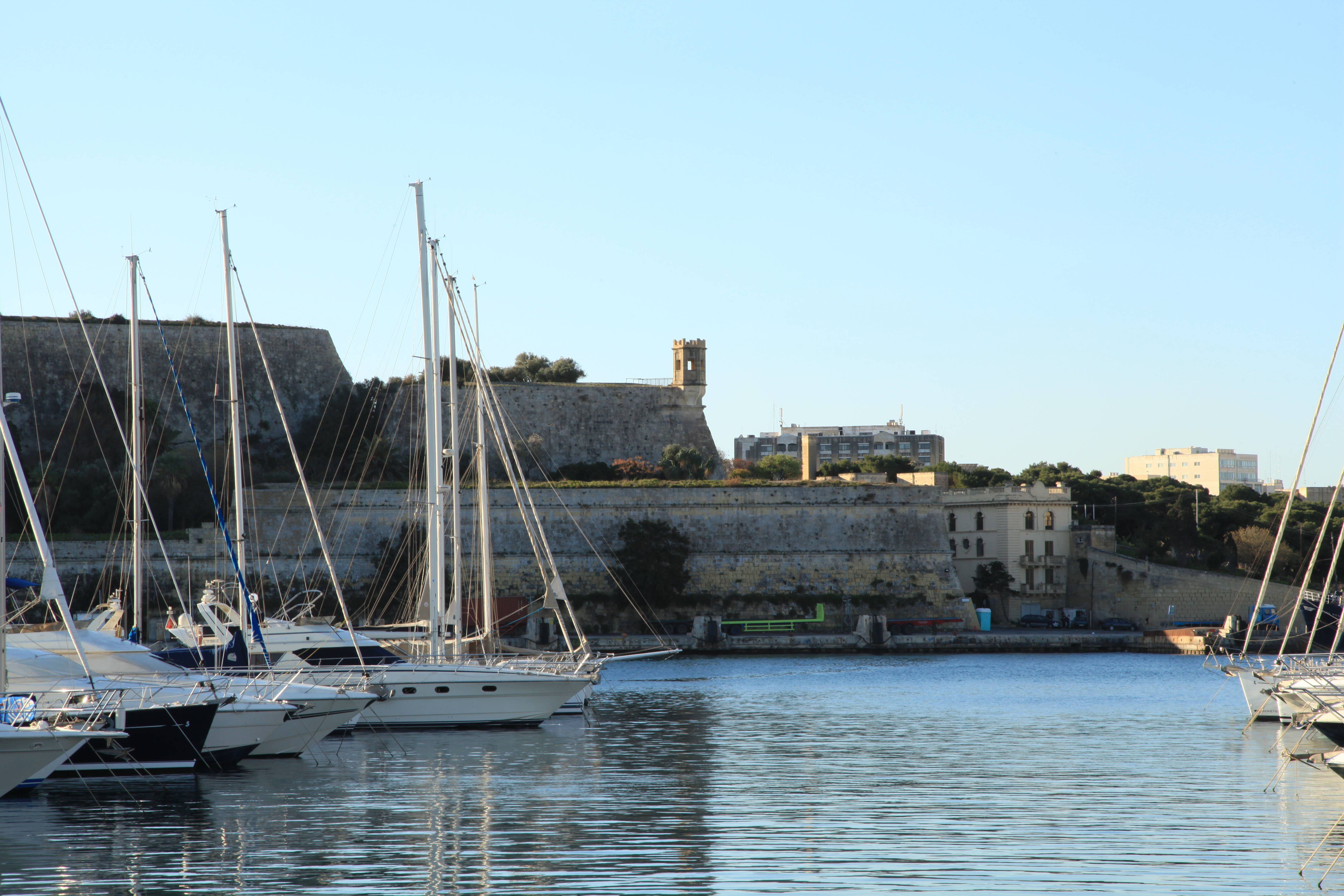
Floriana Lines Floriana
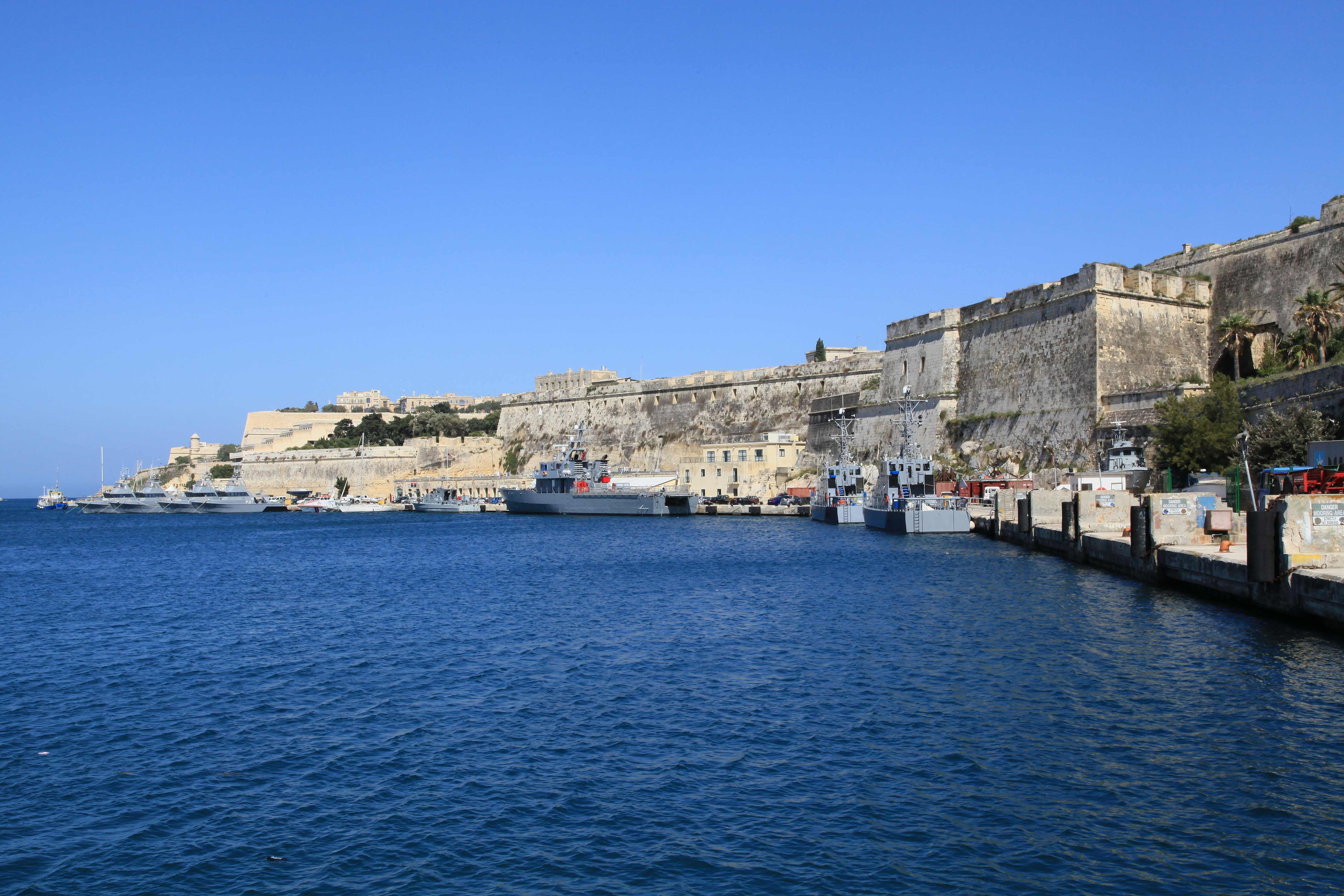
Hay Wharf Floriana
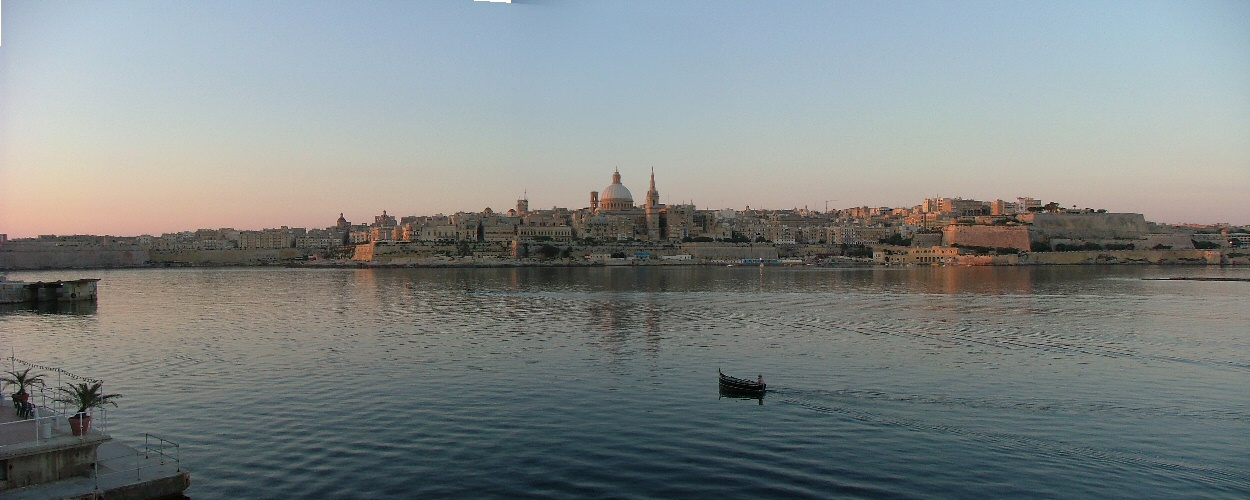
Valletta
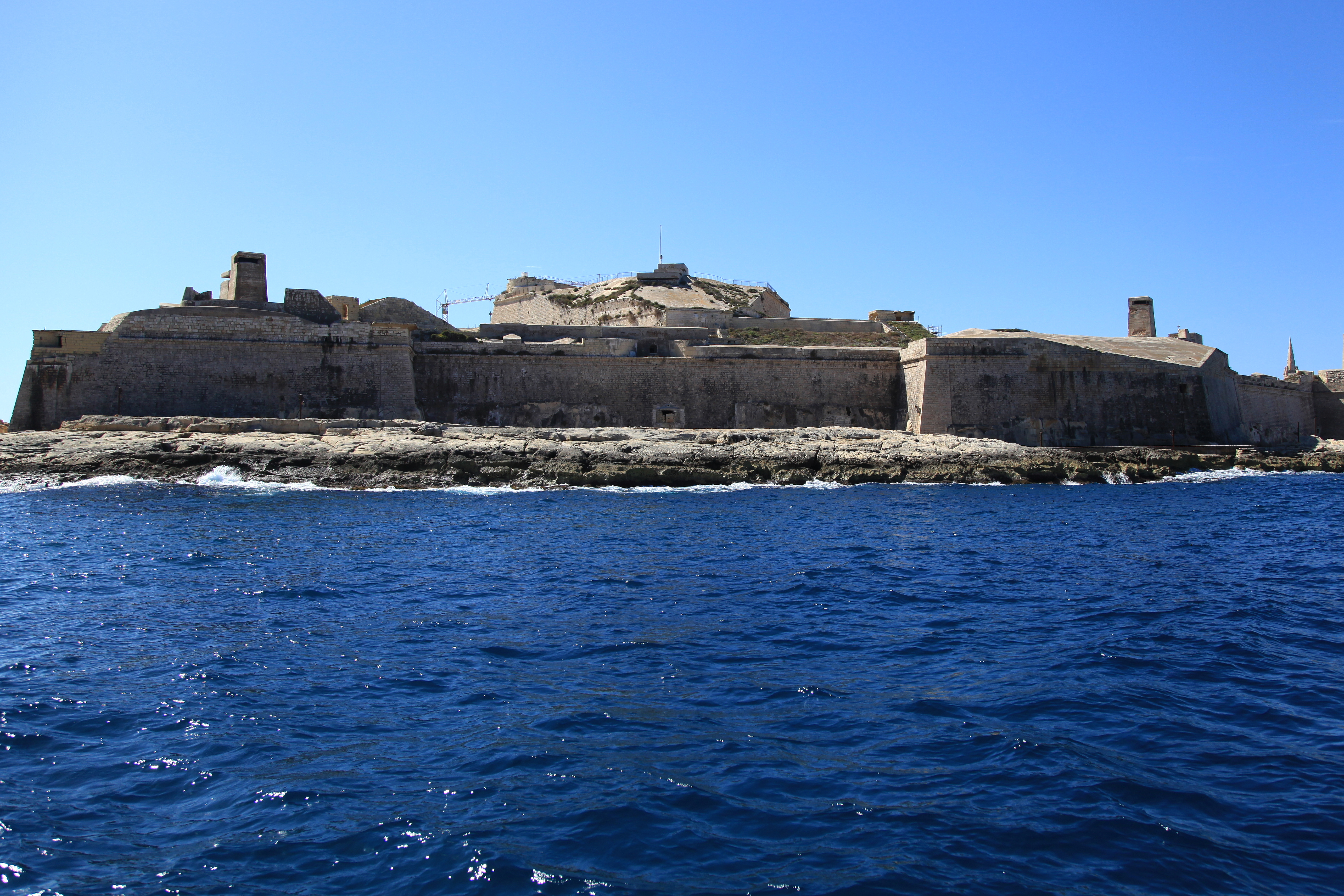
Fort Saint Elmo Valletta